# 1896年アテネオリンピックのスウェーデン選手団
1896年アテネオリンピックのスウェーデン選手団（1896ねんアテネオリンピックのスウェーデンせんしゅだん）は、1896年にアテネで開催された1896年アテネオリンピックのスウェーデン選手団、およびその競技結果。

## 概要
今大会はメダルの獲得はない。ヘンリック・ショーベリの1人のみ出場した。Harald Arbin及びJohan Bergmanという名前の選手も記録にあるが、どちらとも欠場(DNS)している。

## 参考
- 1896年アテネオリンピックのスウェーデン選手団 - Sports-Reference.com (Olympics) のアーカイブ (英語)
- 1896年パリオリンピックのスウェーデン選手団 - Olympedia（英語）